# Varan du Nil
Varanus niloticus
Espèce
Synonymes
- Lacerta monitor Linnaeus, 1758
- Lacerta nilotica Linnaeus, 1766
- Stellio saurus Laurenti, 1768
- Lacerta capensis Sparrman, 1783
- Tupinambis ornatus Daudin, 1803
- Varanus ornatus (Daudin, 1803)
- Monitor pulcher Leach in Bowdich 1819
- Monitor elegans senegalensis Schlegel, 1844

Statut CITES
Statut de conservation UICN

LC : Préoccupation mineure
Le Varan du Nil, Varanus niloticus, est une espèce africaine de sauriens de la famille des Varanidae. En langage Kroumen (ethnie de Côte d'Ivoire), on le nomme "Pahwein", comme on nomme aussi d'ailleurs le Varan orné (Varanus ornatus), qui n'est pas la même espèce que V. niloticus,  même si cela varie selon les sources (voir Section Taxonomie). 

## Description

### Anatomie
Le Varan du Nil a plusieurs adaptations particulières.
Il a deux sortes de dents : plus pointues à l'avant des mâchoires et plus plates à l'arrière. En vieillissant, des dents pointues s'aplatissent pour pouvoir écraser les coquilles de mollusques et autres proies lentes mais bien protégées qui forment alors une partie plus importante de son alimentation.
Les écailles de sa peau sont petites, rondes et ne recouvrent pas les écailles voisines.
Les membres sont bien développés et permettent à l'animal de ne pas ramper que ce soit en marchant ou en courant.
Semi-aquatique, le Varan du Nil est un très bon nageur et un adulte peut rester sous l'eau pendant plus d'une demi-heure. Les narines sont placées vers le haut du crâne pour mieux respirer en surface. La queue est utilisée comme organe de propulsion, étant aplatie verticalement - mais sert aussi à grimper.
La langue est utilisée comme organe olfactif et est très sensible.
Il a l'odorat en "stéréo", c'est-à-dire que chaque fourche de la langue détecte les odeurs indépendamment. De la même manière que nous pouvons déterminer la direction d'un son grâce à nos deux oreilles, ce varan peut connaître la direction d'une odeur avec grande précision.
Le corps est d'une couleur allant du gris foncé au noir avec des taches jaunâtres. Le crâne est barré d'une rayure noire à hauteur de l'œil. Les taches jaunes forment 3 à 9 bandes entre les épaules et le pelvis puis se transforment en rayures sur toute la longueur de la queue. Les membres sont tachetés, le ventre est blanc ou jaune avec des rayures noires.
Il y a des individus albinos, qui peuvent parfois être achetés à un éleveur/importateur spécialisé.

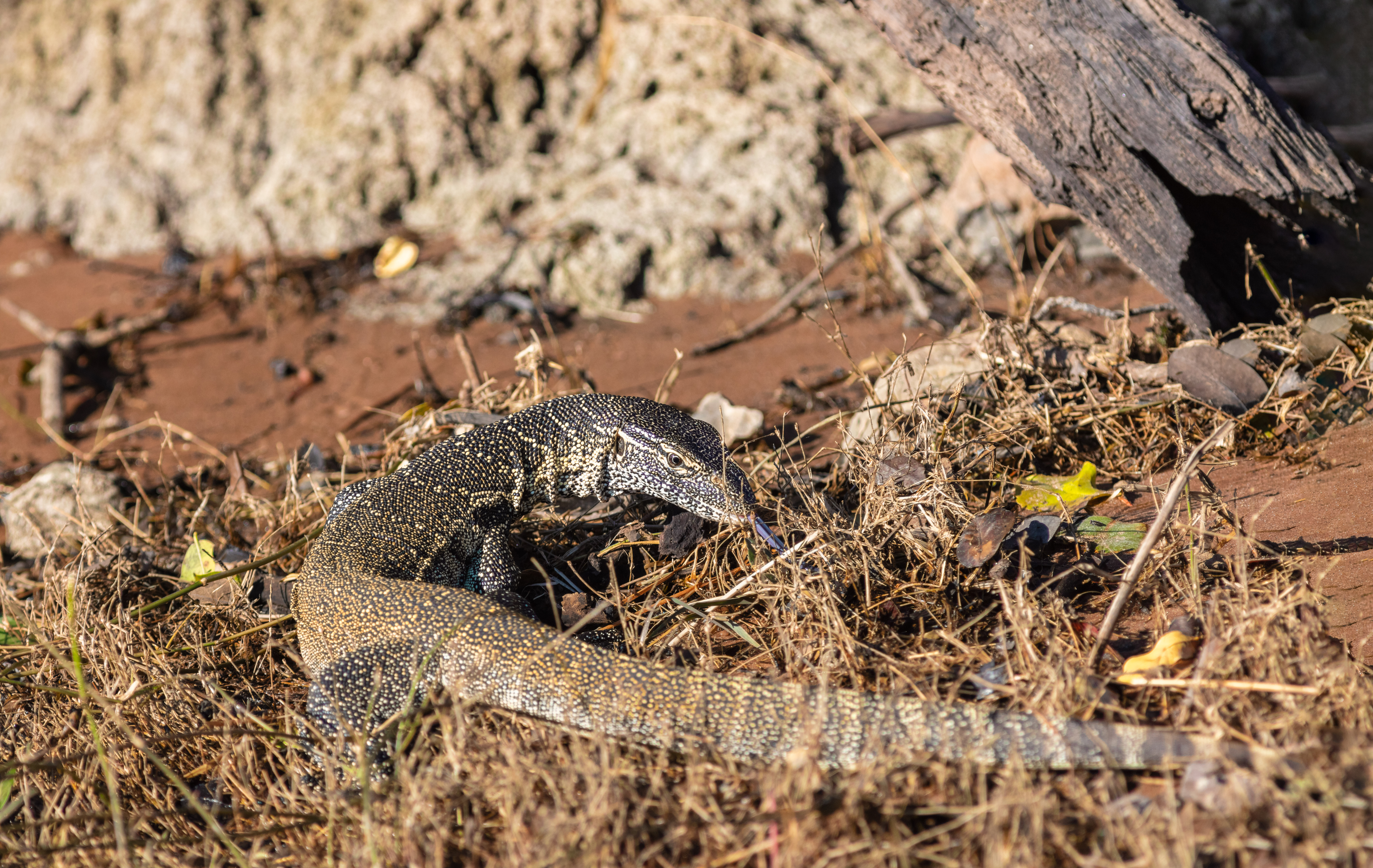
Varan du Nil (Parc national de Chobe, Botswana)
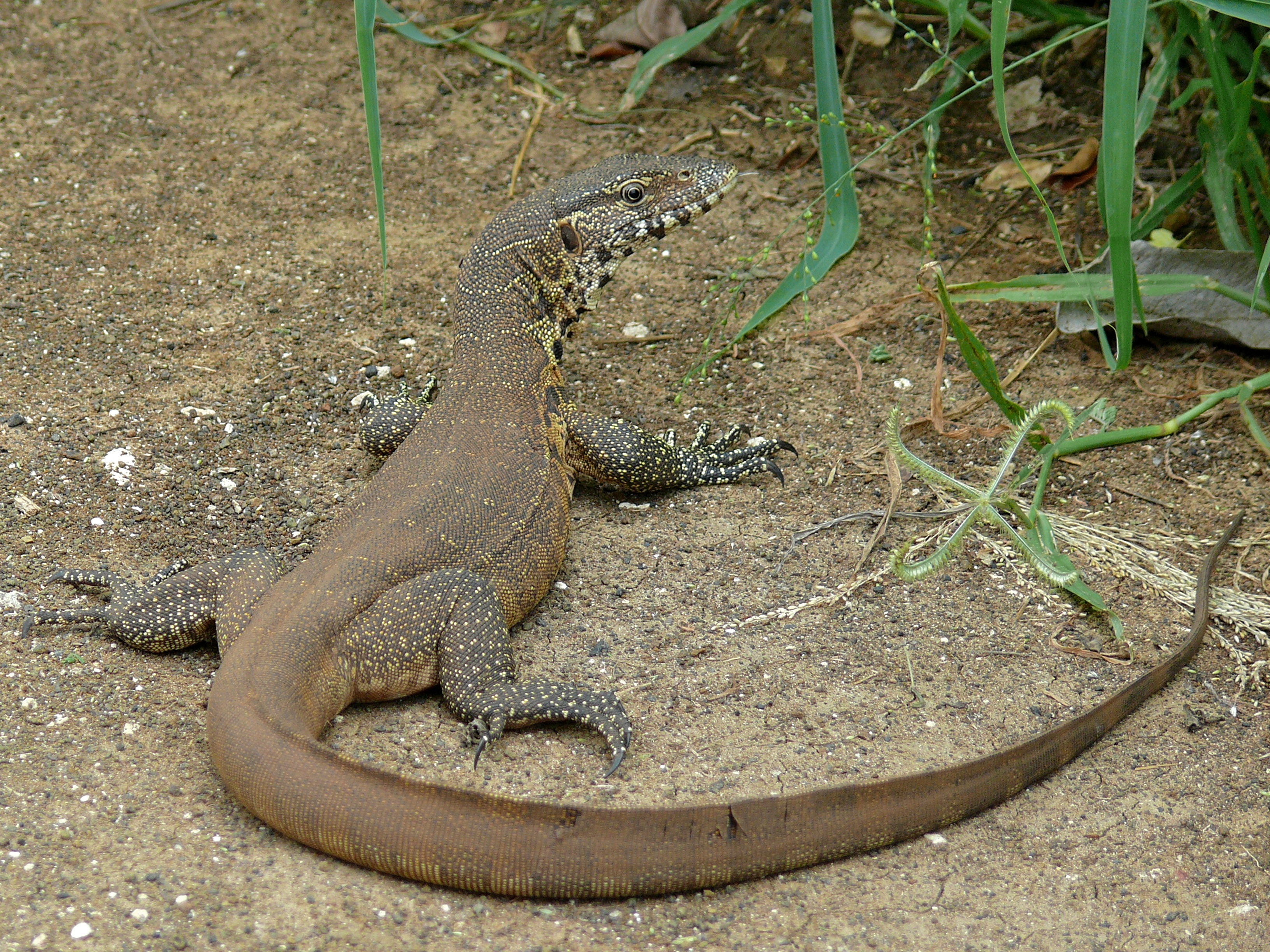
Varan du Nil (Parc national Kruger, Afrique du Sud)
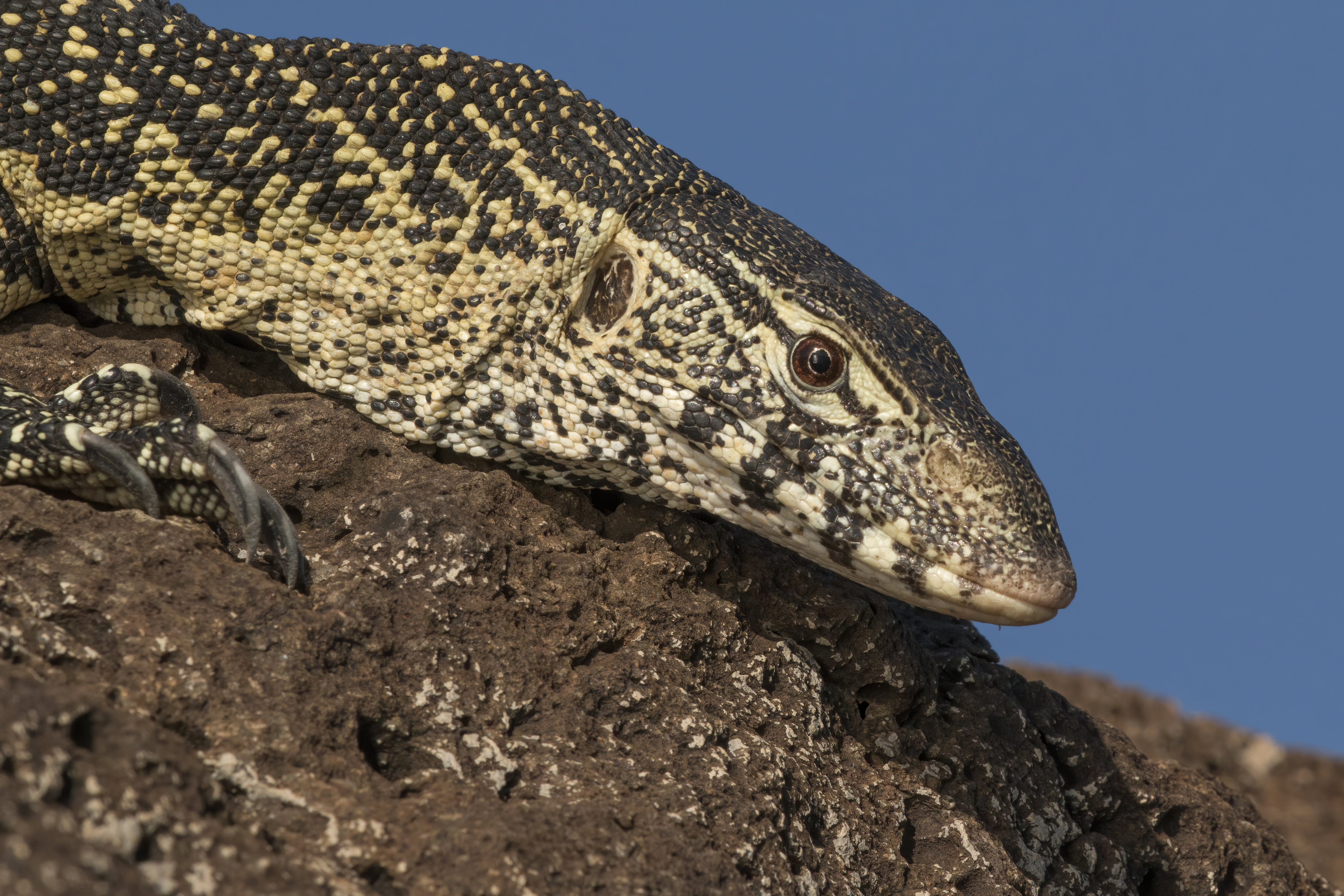
Détail de la tête
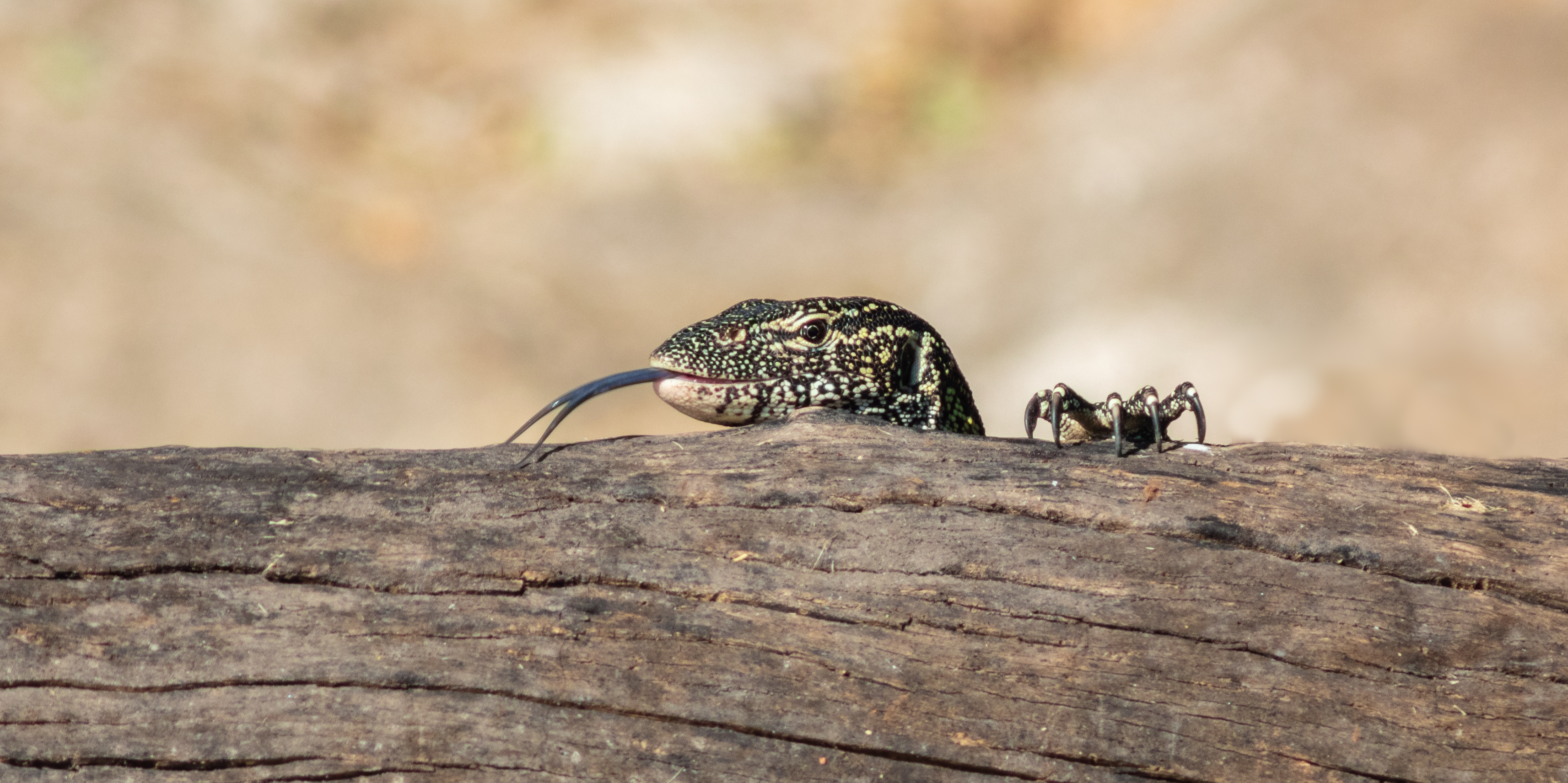
Aperçu de la langue et des griffes
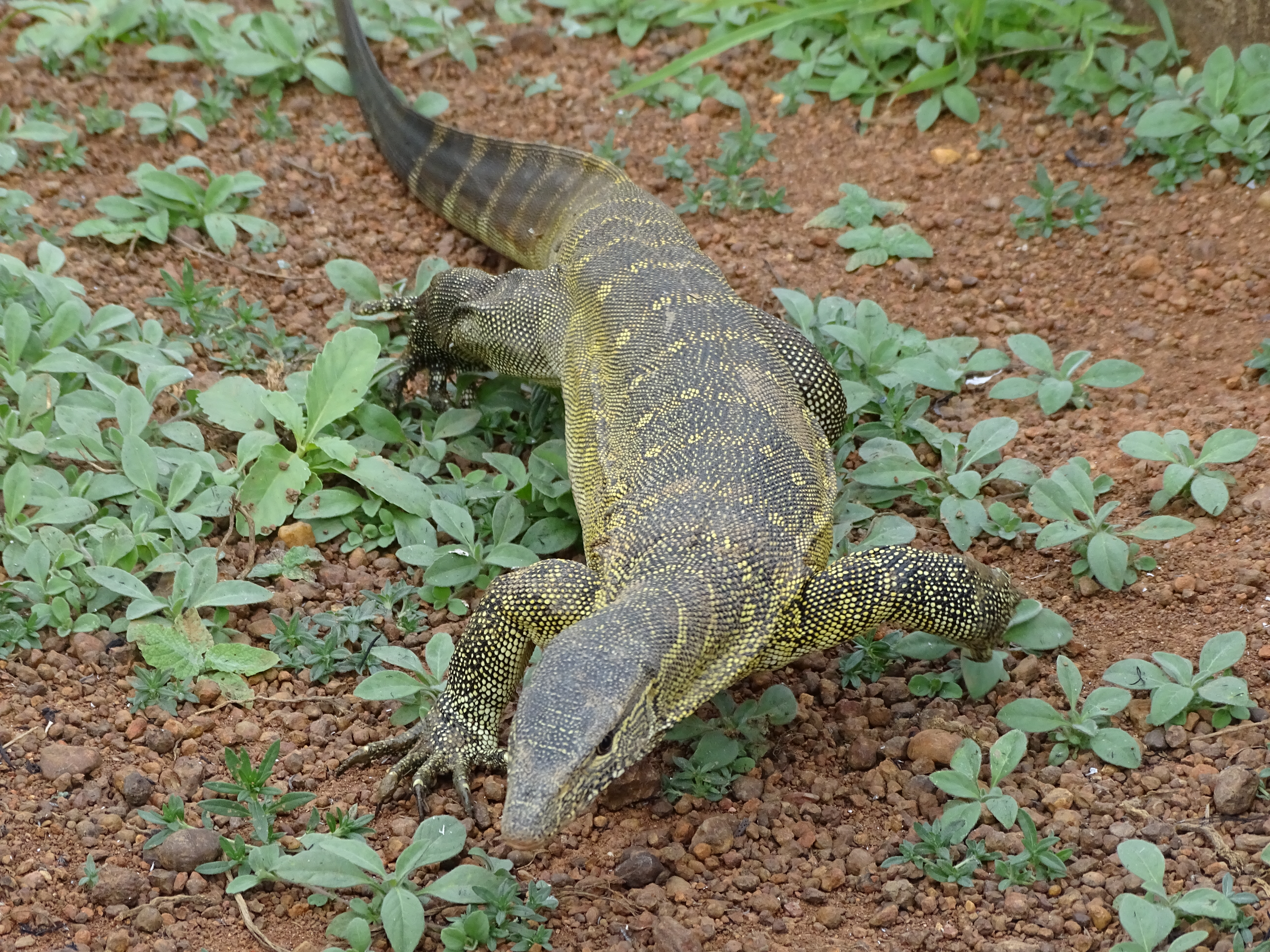
Varan du Nil (Parc national de la Pendjari, Bénin)

### Taille et croissance

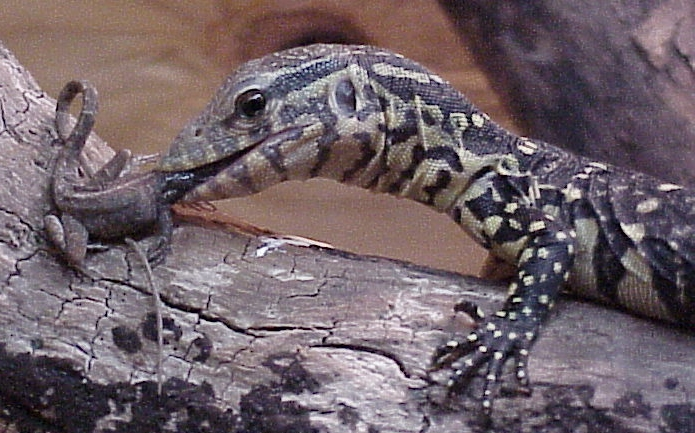
Jeune Varan du Nil dégustant un anolis marron

Le Varan du Nil est le plus grand lézard africain. Il peut atteindre plus de 2 m de longueur, mais ne dépasse généralement pas les 160 à 180 cm. Comme d'autres varans, le mâle est généralement plus grand que la femelle. La queue compte pour plus de la moitié de la longueur totale. Malgré leur longueur, ces varans sont donc assez légers, surtout si on les compare à un autre varan africain - le Varan des savanes. Pour qu'un nouveau-né de 30 cm atteigne ces monstrueuses proportions, il faut qu'il grandisse très vite. Un bébé Varan du Nil peut, dans des conditions favorables, doubler sa longueur tous les 4-5 mois. En vieillissant, leur croissance diminue considérablement, mais les reptiles n'arrêtent jamais de grandir complètement.

### Détermination du sexe
Il est difficile de connaître le sexe d'un Varan du Nil, parce qu'à part le fait que les mâles sont d'habitude plus grands que les femelles, il n'y a pas vraiment de différences extérieures. Mais parfois les mâles montrent un ou deux de leur hémipénis, la plupart du temps en déféquant, mais aussi quand ils marquent leur territoire. Il y a aussi parfois deux légères bosses à la base de la queue formées par les organes sexuels repliés juste en dessous de la peau. Quant aux femelles, elles pondent parfois des œufs infertiles quand elles deviennent adultes.
La plupart des Varans du Nil capturés sont des mâles, car ils sont plus actifs et se déplacent plus que les femelles en quête de nourriture.

## Éthologie

### Régime alimentaire
Le Varan du Nil est un carnivore opportuniste et mange des choses très différentes selon son environnement. Dans l'eau, il se nourrit de poissons, de crustacés et de mollusques. À terre, il attrape des insectes et leurs larves, des mollusques, des reptiles, des oiseaux et des mammifères. Charognard, il mange de toute viande, et il lui arrive aussi de fouiller dans des poubelles quand il vit à proximité de l'homme. Il est aussi friand des œufs d'un autre grand reptile africain : le crocodile du Nil. Les aliments dépendent aussi de son âge. Petit, il mange plutôt des insectes, des larves, des poissons et autres petites proies. En grandissant, il s'attaque à d'autres reptiles plus petits (y compris d'autres varans, du Nil ou non), aux œufs, aux petits oiseaux et aux rongeurs. En vieillissant, il mange de plus en plus de proies moins rapides comme des gastéropodes, des bivalves et des crustacés. Il raffole d'escargots.

### Reproduction
Du fait que le Varan du Nil a une distribution très vaste, étant répandu dans beaucoup de climats différents des deux hémisphères, le temps de la saison des amours varie beaucoup. Par exemple, la plupart des varans importés aux États-Unis éclosent au début de notre été, mais ceux d'Afrique du Sud (qui est située dans l'hémisphère austral) éclosent en décembre. Ce qui ne varie pas, c'est que les petits varans émergent dans la saison la plus favorable à leur développement - le début de l'été dans des climats plus tempérés, ou la saison des pluies dans des climats tropicaux.
Quelque temps après avoir copulé (environ un mois en captivité), la femelle du Varan du Nil va commencer à chercher un bon endroit pour pondre ses œufs. Si possible, elle utilise une termitière, qu'elle éventre avec ses griffes puissantes afin de déposer la précieuse cargaison à l'intérieur. Les termites n'attaquent pas les œufs, au contraire, elles bouchent le trou créé par la mère. De cette manière les œufs et les futurs bébés varans sont à l'abri de prédateurs. De plus, les termitières ont une température et humidité constante - un endroit parfait pour l'incubation d'œufs de reptiles. S'il n'y a pas de termitière, les œufs sont déposés dans un terrier. En captivité, les œufs éclosent en 140-165 jours entre 29 et 30 °C. Il est probable que les œufs de varans sauvages éclosent dans un temps similaire. Ces varans peuvent pondre jusqu'à 60 œufs, soit la moitié du poids total de la femelle ! Après leur naissance, les petits varans se séparent et commencent une vie solitaire.

## Répartition

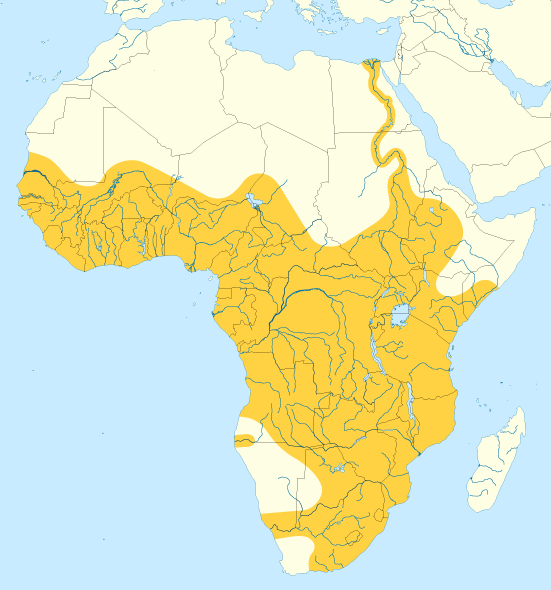
Répartition

Le Varan du Nil a une distribution très large. On le trouve dans la vallée du Nil ainsi que sur tout le Continent africain à l'exception des régions arides de l'Afrique du Nord-Ouest (Maroc, Algérie, Libye, Tunisie, Nord du Mali, de la Mauritanie, du Niger et du Tchad).
Il a été introduit en Floride aux États-Unis, sa répartition n'ayant encore à ce jour dépassé cet Etat. Au même titre que le Python birman, cela fait de lui une espèce invasive, bien qu'on ignore encore avec certitude son impact sur l’environnement, bien que son alimentation ne soit composée que de petits animaux et qu'il soit majoritairement un charognard, il peut manger les œufs des autres animaux vivant au sol, comme ceux des oiseaux aquatiques, mais encore ceux des alligators. Il peut cependant encore s'en prendre aux œufs des pythons ainsi que des jeunes individus, permettant, bien que dans une moindre mesure, de limiter la prolifération de cette espèce.

## Habitat
Les Varans du Nil n'ont pas vraiment de préférence d'habitat pourvu qu'il y ait de l'eau toute l'année. On les trouve aussi bien dans les  forêts tropicales, les savanes, les jungles, les marécages, et même en bordure de certains déserts.

## En captivité
Un habitat idéal pour un Varan du Nil captif est difficile à construire, aménager, et entretenir du fait de la grande taille de l'animal, ainsi que sa nature semi-aquatique. Ils peuvent aussi être dangereux, étant armés de puissantes mâchoires de dents pointues, de griffes acérées, et d'une queue étonnamment forte et précise - en plus de leur tempérament défensif. Par contre cette espèce s'adapte bien à la captivité, est résistante au maladies et aux fluctuations de température, et peut vivre une quinzaine d'années. Un animal né en captivité est un meilleur choix, car il présente moins de risques d'être infecté de parasites internes, et s'adapte mieux au contact humain.

### Logement
Pour être heureux, un Varan du Nil a besoin de beaucoup de place. Jeunes, ils sont d'excellent grimpeurs et un habitat plutôt vertical peut être utilisé pour économiser de la place. Mais, en grandissant, ils deviennent de plus en plus terrestres et il leur faut un espace plus à l'horizontale (tout en conservant quelques endroits pour grimper). Une fois adulte, un Varan du Nil devrait être logé dans un enclos extérieur si le climat est convenable, ou alors dans une pièce dédiée à son usage.
Il est complètement faux de penser qu'un varan ne grandira pas s'il est gardé dans un habitat trop petit, comme il est parfois entendu. Les seules choses qui seront accomplies en le gardant dans une telle situation sont des problèmes musculaires et osseux. C'est aussi très cruel pour l'animal en question.

### L'eau
Étant semi-aquatique, le Varan du Nil a non seulement besoin d'eau fraîche pour boire, mais devrait aussi pouvoir se baigner. Lors de la mue, la peau morte à besoin d'être mouillée pour bien se décoller. Un récipient assez grand pour qu'il puisse s'immerger complètement est donc nécessaire. Si possible, il est préférable de fournir un bassin d'une taille suffisante pour qu'il puisse nager. Ces varans ont l'habitude de déféquer dans l'eau, ce qui est en fait assez commode, du moment que l'eau est changée quotidiennement, et quand les déchets sont aperçus. Pour humidifier l'habitat, il est possible de placer l'eau près d'une source de chaleur.
Un récipient pratique, économique et de bonnes dimensions pour un juvénile est une caisse à litière de chat. Adulte, il faudra quelque chose d'au moins la taille d'une baignoire.

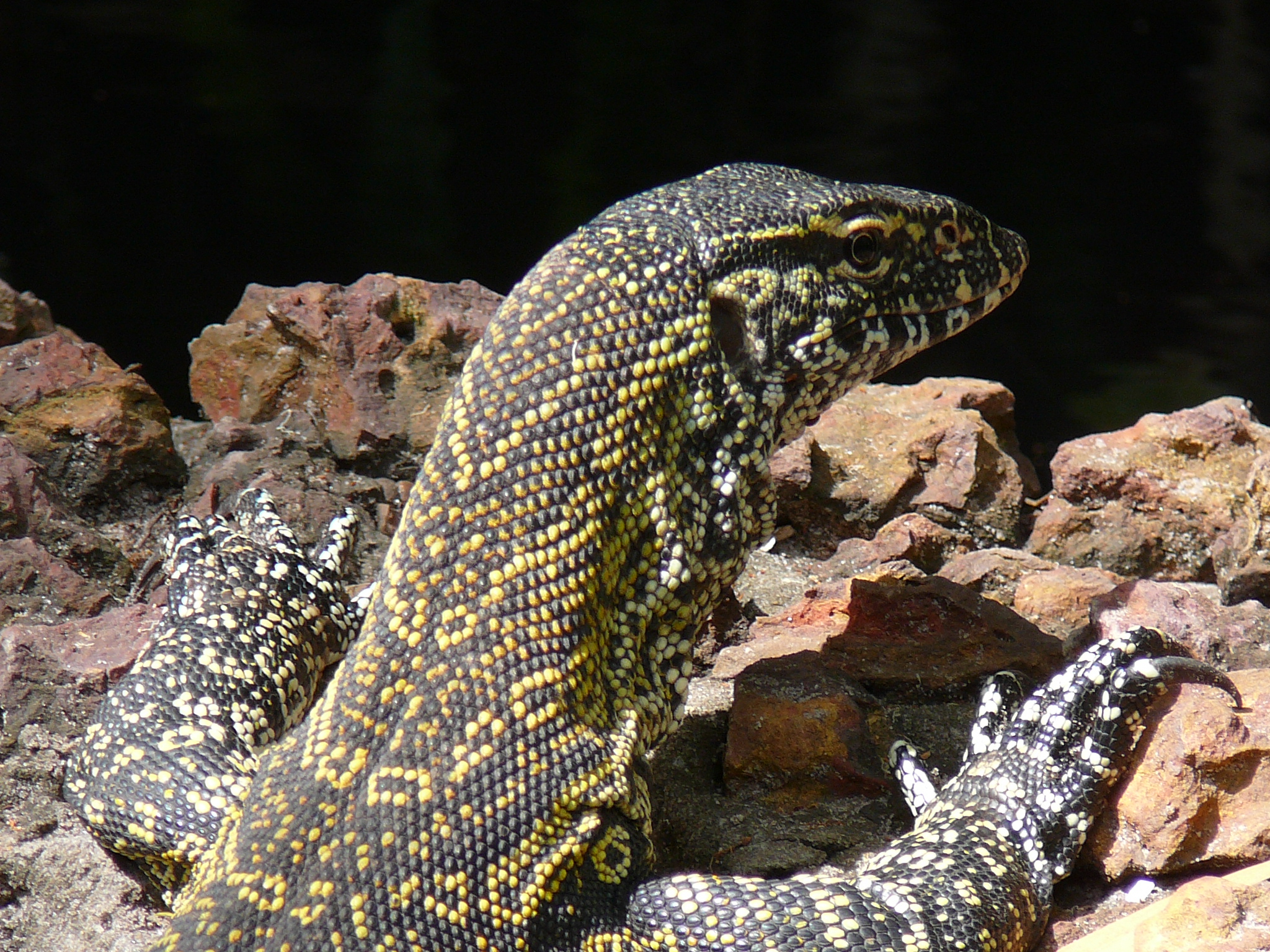

## Taxinomie
L'espèce Varanus ornatus a été placée en synonymie avec Varanus niloticus par Dowell, Portik, de Buffrenil, Ineich, Greenbaum, Kolokotronis et Hekkala en 2015.

## Publication originale
- Linnaeus, 1766 : Systema naturæ per regna tria naturæ, secundum classes, ordines, genera, species, cum characteribus, differentiis, synonymis, locis. Tomus I. Editio duodecima, reformata. Laurentii Salvii, Stockholm, Holmiae, p. 1-532.